# 淄博市
淄博市（拼音：Zībó／ズーボー、日本における漢字読み：しはく-し）は、中華人民共和国山東省中央部に位置する地級市。

## 地理
西は済南市、西南は泰安市、南は臨沂市、東は濰坊市、北は浜州市、西北は東営市と接する。山東半島と、いわゆる中原とを結ぶ交通の要衝であり、陶磁器の都（陶瓷之都）、絹織物の里（絲綢之郷）として有名である。

## 歴史
春秋戦国時代（紀元前11世紀から紀元前3世紀）に繁栄を誇った国家斉の首都・臨淄が現在の臨淄区にあたる。
淄博という地名ができたのは20世紀の前半である。19世紀末より炭鉱と工業が栄えるようになった淄川県と博山県の頭文字を取って淄博という地区名が生まれ、現在の淄博市につながっている。
『史記』に淄博で蹴鞠が流行したとあることから2014年、国際サッカー連盟（FIFA）が淄博市の斉文化博物院に贈った「中国はサッカー発祥の地」とする認定証が物議を醸して注目された。
工業都市であるが、2022年、済南市にある山東大学の学生の一部が新型コロナ禍で淄博市において隔離生活を送り、その終了時に市政府が屋台の串焼きでねぎらったことからった、豚肉や羊肉などの串焼きがSNSで有名になり観光客が急増したが、2023年時点ではブームは一服しつつあると報じられている。

## 行政区画
5市轄区・3県を管轄する。
- 市轄区:
  - 張店区、臨淄区、淄川区、博山区、周村区
- 県:
  - 桓台県、高青県、沂源県

| 淄博市の地図                                            |
| ------------------------------------------------------- |
| 淄川区 張店区 博山区 臨淄区 周村区 桓台県 高青県 沂源県 |

### 年表
この節の出典

#### 淄博工鉱区（1949年-1950年）
- 1949年10月1日：中華人民共和国の建国宣言。山東省淄博工鉱区が成立。博山区、原山区、八陡区、周村市、淄川県、博山県が発足（3区1市2県）。
- 1949年10月 (3市2県)
  - 博山区と原山区、八陡区が合併して博山市が発足。
  - 渤海行政区清河専区桓台県の一部が分立して張店市が発足。
- 1950年5月9日：周村市、博山市、張店市、淄川県、博山県が淄博専区に編入。

#### 渤海行政区清河専区
- 1949年10月1日：中華人民共和国山東省渤海行政区清河専区が成立。羊口市、桓台県、耀南県、博興県、高青県、章歴県、寿光県、広饒県、斉東県、臨淄県、益寿県、鄒平県が発足（1市11県）。
- 1949年10月：桓台県の一部が分立して淄博工鉱区張店市となる（1市11県）。
- 1950年5月9日
  - 羊口市、寿光県、益寿県が昌濰専区に編入。
  - 桓台県、耀南県、章歴県、臨淄県、鄒平県が淄博専区に編入。
  - 博興県、高青県、広饒県、斉東県が恵民専区に編入。

#### 淄博専区（1950年-1953年）
- 1950年5月9日：淄博工鉱区周村市・博山市・張店市・淄川県・博山県、渤海行政区清河専区桓台県・耀南県・章歴県・臨淄県・鄒平県、魯中南行政区泰山専区章丘県を編入。淄博専区が成立。(8県)
  - 博山市が博山県に編入。
  - 張店市が桓台県に編入。
  - 周村市が耀南県に編入。
- 1950年5月17日：耀南県が長山県に改称（8県）。
- 1950年11月18日（8県）
  - 桓台県・長山県の各一部が合併し、地級市の張周市となる。
  - 博山県・淄川県の各一部が合併し、地級市の淄博市となる。
- 1950年12月6日：淄博市・張周市を編入。淄博市・張周市が県級市に降格（2市8県）。
- 1953年7月2日 
  - 淄博市、張周市、淄川県、博山県が淄博工鉱区に編入。
  - 鄒平県、長山県、桓台県が恵民専区に編入。
  - 章丘県と章歴県が泰安専区に編入。
  - 臨淄県が昌濰専区に編入。

#### 張周市
- 1950年11月18日：淄博専区桓台県・長山県の各一部が合併して張周市が発足（1市）。
- 1950年12月6日：張周市が淄博専区に編入。

#### 淄博市（第1次）
- 1950年11月18日：淄博専区博山県・淄川県の各一部が合併して淄博市が発足（1市）。
- 1950年12月6日：淄博市が淄博専区に編入。

#### 淄博工鉱区（1953年-1954年）
- 1953年7月2日：淄博専区淄博市、張周市、淄川県、博山県を編入。淄博工鉱区が成立（2市2県）。
- 1954年10月12日：博山県が昌濰専区に編入（2市1県）。
- 1954年12月9日 
  - 張周市および淄博市・淄川県の各一部が昌濰専区博山県の一部、恵民専区長山県の一部と合併し、地級市の淄博市となる。
  - 淄博市の残部が泰安専区萊蕪県に編入。
  - 淄川県の残部が泰安専区萊蕪県、昌濰専区博山県、恵民専区長山県に分割編入。

#### 淄博市（第2次）
- 1954年12月9日：淄博工鉱区張周市および淄博市・淄川県、昌濰専区博山県、恵民専区長山県の各一部が合併し、淄博市が発足。博山区、張店区、周村区、洪山区、崑崙区、黒山区、楊寨区を設置（(7区）。
- 1955年4月：楊寨区の一部が張店区に編入（7区）。
- 1955年12月27日（5区）
  - 崑崙区・楊寨区の各一部が洪山区に編入。
  - 黒山区の一部が博山区に編入。
  - 崑崙区・楊寨区・黒山区および洪山区・博山区・張店区の各一部が合併し、淄川区が発足。
- 1956年3月20日：張店区の一部が淄川区に編入。(5区)
- 1957年12月25日（4区）
  - 洪山区が淄川区に編入。
  - 淄川区の一部が博山区に編入。
- 1958年10月20日：恵民専区広饒県・利津県の各一部が合併し、孤島人民公社が発足（4区1公社）。
- 1958年10月：淄川区の一部、恵民専区鄒平県・桓台県の各一部が張店区に編入（4区1公社）。
- 1958年11月：淄博市が恵民専区と合併して淄博専区が発足。

#### 淄博専区（1958年-1961年）
- 1958年11月：淄博市（4区1公社）と恵民専区（15県）が合併し、淄博専区が発足。淄博市が県級市に降格（1市12県1公社）。
  - 商河県、臨邑県、楽陵県、済陽県が聊城専区に編入。
  - 昌濰専区博山県を編入。
- 1958年12月20日 (1市6県1公社)
  - 博山県が淄博市に編入。
  - 利津県が沾化県に編入。
  - 陽信県が無棣県に編入。
  - 浜県が恵民県に編入。
  - 斉東県が鄒平県と博興県に分割編入。
  - 桓台県が淄博市・博興県に分割編入。
  - 博興県の一部が広饒県に編入。
- 1960年3月28日：孤島人民公社および沾化県・広饒県の各一部が合併し、墾利県が発足。(1市7県)
- 1960年4月2日：聊城専区楽陵県・臨邑県を編入（1市9県）。
- 1961年6月12日：淄博専区が恵民専区に改称。

#### 淄博市（第3次）
- 1961年9月12日：恵民専区淄博市が地級市の淄博市に昇格。張店区、博山区、周村区、淄川区がの4区が成立。
- 1965年5月：淄川区の一部が張店区に編入。
- 1969年12月16日：昌濰地区臨淄県を編入（5区）。
  - 臨淄県が区制施行し、臨淄区となる。
- 1983年8月30日：恵民地区桓台県を編入（5区1県）。
- 1989年12月2日：恵民地区高青県、臨沂地区沂源県を編入（5区3県）。
- 1990年1月1日：高青県の一部が恵民地区浜州市に編入（同）。
- 1990年8月20日：沂源県の一部が泰安市萊蕪市に編入（同）。
- 2003年7月4日：桓台県の一部が張店区に編入（同）。

## 経済
漢代から唐代にかけて繁栄したシルクロードで取引された絹織物は、この地域を主要な生産地とするものであった。今日でもなお絹織物生産の重要な拠点である。
近代以降は全国規模で見ても有数の工業都市として発展してきた。石油化学や陶磁器（セラミックス）などが主な産業である。
前述のように2022年以降、串焼き目当てに訪れる観光客が増えた。

### 名所・観光スポット
- 斉国歴史博物館（臨淄区）
- 中国古車博物館（臨淄区）
- 蒲松齢故居（淄川区）
- 原山森林公園（博山区）
- 開元溶洞（博山区）
- 周村古商城（周村区）

## ゆかりの人物
- 太公望：斉の始祖。
- 孫武：春秋時代の武将・思想家。
- 斉の桓公 ：斉の君主。
- 管仲：春秋時代の斉の政治家。
- 劉徽：三国時代の数学者。
- 左思：晋代の詩人。
- 房玄齢：唐代の政治家・歴史家。
- 蒲松齢：清代の小説家。代表作は『聊斎志異』。
- 趙執信：清代の詩人・書家。
- 王士禎：清代の詩人。

## 友好都市
- アメリカ合衆国ペンシルベニア州エリー
- フランスヴァンデ県ラ・ロッシュ＝シュル＝ヨン
- ロシア連邦ノヴゴロド
- 日本国新潟県加茂市
- 大韓民国京畿道広州市
- フィリピン共和国セブ州マンダウエ